# خاندان اومورا

نشان خاندان اومورا

خاندان اومورا (به ژاپنی: 大村氏) یکی از خاندان‌های دایمیو و سامورایی ژاپنی در طول دوره سنگوکو و دوره ادو بود. مقر این خاندان درقلمروی اومورا، ولایت هیزن در جنوب ژاپن بود.